# IC 761
IC 761 ist eine linsenförmige Galaxie vom Hubble-Typ S0 im Sternbild Rabe südlich des Himmelsäquators. Sie ist schätzungsweise 238 Millionen Lichtjahre von der Milchstraße entfernt.
Das Objekt wurde am 21. April 1892 vom französischen Astronomen Stéphane Javelle entdeckt.